# Tamás
Tamás est un prénom hongrois masculin désignant la clé du partage entre les peuples.

## Étymologie
Thomas est issu de l’araméen te'oma (תאומא) et qui signifie « jumeau ». 
C'est également avec ce sens qu'on le trouve dans l'évangile selon saint Jean « Thomas, appelé Didymus », à savoir, « jumeau » en grec (didymos). La graphie du nom Thomas est une transcription du grec Θωμάς.
Le prénom Thomas a surtout été popularisé par saint Thomas, l’un des apôtres de Christ, voir Thomas (apôtre).

## Équivalents
- Thomas, Thoma, Tomas, Thomin, Tommy, Tom, Tomi, Toto...,
- Thomase, Thomasine, Thomassine, Thomine,
- Masset, Massin, Massot, Masson (fréquents comme noms de famille en France), Maas, Maes (Belgique, Pays-Bas).

## Fête
Les "Tamás" sont fêtés le 7 mars, le 21 décembre, le 29 décembre, ou parfois le 28 janvier, le 22 juin, le 3 juillet, le 6 juillet, le 25 août, le 22 septembre ou encore le 2 octobre, selon le saint de référence et la région.